# Ginette Neveu
Ginette Neveu, född 11 augusti 1919, död 28 oktober 1949 var en fransk violinist. 
Neveu studerade först för sin mor och därefter vid Pariskonservatoriet och för George Enescu. År 1935 vann hon Henryk Wieniawski Violin Competition. Hon turnerade i Polen och Tyskland samma år, i Sovjet 1936, USA och Kanada 1937 och efter andra världskrigets slut debuterade hon i London 1945 och turnerade sedan i Sydamerika och USA 1947.
Neveu omkom i en flygolycka på väg till USA 1949. Bland andra omkomna passagerare var hennes bror och ackompanjatör, konsertpianisten Jean-Paul Neveu, samt boxaren Marcel Cerdan.